# Växthusdvärgfoting
Växthusdvärgfoting (Hanseniella caldaria) är en mångfotingart som först beskrevs av Hansen 1903.  Växthusdvärgfoting ingår i släktet syddvärgfotingar, och familjen snabbdvärgfotingar. Arten har ej påträffats i Sverige. Inga underarter finns listade i Catalogue of Life.